# Herman Schubart
Herman baron Schubart (født 14. januar 1756 i Odense, død 27. januar 1832 på Sollerup, Hertugdømmet Slesvig) var en dansk diplomat, bror til Charlotte Schimmelmann.

## Karriere og udstationeringer
Han var søn af oberstløjtnant Carl Rudolph Schubart, deputeret i Generalkommissariatskollegiet (1714-1759), og Inger f. Løvenskiold (1732-1808). Som kornet (fra 1761) opdroges han til militærstanden og tjente fra 1772 i Fodgarden som sekondløjtnant indtil 1780, da han blev kammerjunker og legationssekretær i Dresden, hvorfra han i 1784 forflyttedes til Haag. I 1789 udnævntes han til gesandt i Holland, fik kammerherrenøglen og ægtede samme år hollænderinden Jacobe (Jacqueline) Elise de Wieling (1765-1814). Opmuntret ved sin beundrede chefs, A.P. Bernstorffs, velvilje og støttet af sin udmærkede hustru lykkedes det Schubart, gennem ni stormfulde revolutionsår, at udfylde sin post og udnytte sin stilling til Bernstorffs fulde tilfredshed. Efter dennes død sendtes Schubart i 1798 som gesandt til Madrid, men vendte et par år senere, efter at have negotieret et påtrængende statslån i Holland, tilbage til København, hvor han blev vidne til slaget på Reden 1801. Han havde da, kort efter sin udnævnelse til gesandt i Neapel, opnaaet den for ham oprettede post som generalhandelsintendant i de italienske (fra 1808 tillige i De Joniske Øers og Levantens) havne, men drog først året efter til Italien. Skønt hans diplomatiske virksomhed alt i 1805, efter det neapolitanske hofs fordrivelse, officielt måtte ophøre, forstod Schubart ved snild manøvreren fremdeles at gjøre sig gældende som sit lands repræsentant også uden for konsulatsområdet og at benytte sine vundne forbindelser og personlige yndest til held for sine landsmænd i Italien, hvorved hans svogerskab med statsminister grev Ernst Heinrich von Schimmelmann blev ham til megen nytte.

## Støtte for Thorvaldsen og Zoëga
Hvad Schubart kom til at udrette for Bertel Thorvaldsen og Georg Zoëga, vil – uanset forfængeligheden og letsindigheden, der gik hånd i hånd med denne utrættelige mands entusiasme og liberalitet – sikre hans navn imod forglemmelse. På samme tid Schubart virkede for de kunstneriske og litterære interesser, røgtede han sit embede som handelsintendant med en nidkærhed og patriotisk iver, der indbragte ham gentagne tilkendegivelser af kongens og Kollegiets påskønnelse.

## Karrierens højdepunkt og barontitlen
Da Schubart efter ni års fraværelse i 1811 besøgte København, ledsaget af sin sekretær Olinto dal Borgo di Primo, fik han straks det vanskelige hverv i Holland at søge tilvejebragt en overenskomst med den danske stats utilfredsstillede kreditorer. Efter denne rejses lykkelige udfald modtog han som belønning friherrepatentet (Dannebrogordenen havde han båret siden 1803). Før tilbagerejsen til Italien holdt han i egenskab af vicepræsident for Accademia Italiana delle scienze, lettere ed arti (jvfr. artiklen Edouard Romeo Vargas-Bedemar) en lykønskningstale ved det norske Universitets stiftelsesfest. Efter sin hustrus død rejste Schubart anden gang fra sin villa på Montenero ved Livorno til Holland og København, hvor han deltog i kroningsfesten 1815 og udnævntes til gehejmekonferensråd.
Han blev æresmedlem af Videnskabernes Selskab 1806 og af Kunstakademiet 1815.

## Tab af indflydelse og gældsslave
Da han efter en hård sygdomstid åndelig og legemlig frisk vendte tilbage til sit kære Italien, havde hans post – efter Norges tab og skibsfartens tilbagegang – tabt sin betydning. I mangel af alvorlige opgaver hengav han sig da mere og mere til sorgløs livsnydelse. Hans treårige hverv som rejseledsager for prins Christian Frederik og hans gemalinde (1819-21) gav denne tilbøjelighed rig næring og fuldendte hans økonomiske ruin, der i forening med hans af regeringen misbilligede liberale optræden som midlertidig gesandt hos kongen af Neapel skulle bringe alle hans videre forsøg på at opnå ny diplomatisk ansættelse til at strande. Man lod ham beholde sin gage, men da denne for det allermeste gik med til gælds afbetaling, måtte han blive i Danmark uden virksomhed. Af sine 10 øvrige leveår tilbragte han de 3 sidste i et fredeligt asyl på gården Sollerup, nær frænderne på Brahetrolleborg og Arreskov, sysselsat med sit levneds beskrivelse. Med dette arbejdes fuldendelse var hans livskraft udtømt. Han døde 27. januar 1832 uden at efterlade sig descendenter. Blandt hans mange plejebørn kan nævnes Herman Delong og Federigo Zoëga.
Han er begravet på Øster Hæsinge Kirkegård.

## Portrætter af Schubart
Bertel Thorvaldsen fremstillede i juli 1804 under sit første ophold på Montenero en portrætbuste af Herman Schubart 1804 (A718, Thorvaldsens Museum). Han portrætterede ham igen i 1814 i relieffet Gravmæle over Jacoba (Jacqueline) Elisabeth Schubart (A618, ditto). Marmorversionen (A704, ditto) var oprindeligt tiltænkt Jacqueline Schubarts gravmæle på kirkegården i Livorno, men nåede aldrig sit bestemmelsessted.
Andre portrætter:
- Formentlig Johann Heinrich Schröder (1757-1812): Portrætter af Jacqueline og Herman Schubart, pasteller, Holsteinborg og Arreskov.
- Ukendt kunstner: Portrætter af ægteparret Schubart, malerier, ca. 1803, Det Nationalhistoriske Museum på Frederiksborg Slot.
- Pietro Benvenuti: Dobbeltportræt af ægteparret på Montenero, 1813-14, Holsteinborg, kopi af Knud Larsen 1906 på Det Nationalhistoriske Museum på Frederiksborg Slot. I maleriets venstre baggrund ses et udsnit af Thorvaldsens relief Amor vækker Psyche, (originalmodel A431, Thorvaldsens Museum), der 1810 blev udført på Montenero. Benvenutis maleri blev udstillet 1815 på Charlottenborg Forårsudstilling i København.
- Portrætmaleri af J.L. Lund, efter 1821, Det Nationalhistoriske Museum på Frederiksborg Slot (gengivet hos Rikard Magnussen: Thorvaldsens Livsanskuelse, København 1936, p. 137).
- Friedrich Matthäi: Dobbeltportræt af ægteparret, ukendt opholdssted.
- Voksrelief af G.A. Santarelli, 1803 (Det Nationalhistoriske Museum på Frederiksborg Slot; Helsingborg Museum).
- Voksrelief måske af Carl Lode.
- Portrætmaleri af C.A. Jensen, 1819.
- Tegning tilskrevet J.F. Clemens (Det Nationalhistoriske Museum på Frederiksborg Slot)
- Kamé signeret "E.M."